# 霍斯特·德勒泽
霍斯特·德勒泽（德語：Horst Dröse，1949年11月23日—），德国男子曲棍球运动员。他曾代表西德参加1972年和1976年夏季奥林匹克运动会曲棍球比赛，其中1972年奥运会获得一枚金牌。